# Unguiculella robergei
Unguiculella robergei är en svampart som först beskrevs av Jean Baptiste Desmazières, och fick sitt nu gällande namn av Dennis 1955. Unguiculella robergei ingår i släktet Unguiculella och familjen Hyaloscyphaceae.   Inga underarter finns listade i Catalogue of Life.